# Walentyna Myschak
Walentyna Hryhoriwna Myschak (ukrainisch Валентина Григорівна Мишак; * 16. Januar 1942 in Tiraspol als Walentyna Woloschtschuk; † 1. September 2022 in Odessa, Ukraine) war eine sowjetische Volleyballspielerin.

## Leben
Walentyna Myschak begann in ihrer Geburtsstadt Tiraspol mit dem Volleyballspielen und war von 1959 bis 1975 für Burevestnik Odessa aktiv. Mit dem Klub wurde sie 1961 sowjetische Meisterin und im Folgejahr gewann das Team den Europapokal der Landesmeister. 1974 wurde sie mit Burevestnik sowjetische Pokalsiegerin.
Mit der sowjetischen Volleyballnationalmannschaft wurde Myschak 1962 Vizeweltmeisterin und 1963 sowie 1967 Europameisterin. Darüber hinaus holte sie bei den Olympischen Sommerspielen 1964 in Tokio mit dem sowjetischen Team Silber. Des Weiteren gewann sie dreimal Universiade-Gold (1961, 1965 und 1970).